# Hidropote
Las hidropotes son estructuras celulares en la epidermis del envés de las hojas de las plantas acuáticas que participan en la absorción iónica. Antiguamente se creía que eran órganos de secreción, pero se comprobó que sirven para captar sustancias nutritivas simples, como sales minerales.